# Cnidoscolus cervii
Cnidoscolus cervii är en törelväxtart som beskrevs av Francisco Javier Fernández Casas. Cnidoscolus cervii ingår i släktet Cnidoscolus och familjen törelväxter. Inga underarter finns listade i Catalogue of Life.